# Rokas Zaveckas
Rokas Zaveckas, född 15 april 1996, är en litauisk alpinist. Han representerade Litauen under Olympiska vinterspelen 2014 i Sotji, där hans bästa resultat var nummer 63 i storslalom.